# 兵藤慎剛
兵藤慎剛（1985年7月29日—），日本職業足球員，前日本20歲以下足球代表隊成員。現效力於日職球隊北海道札幌岡薩多。

## 俱乐部生涯
2008年，兵藤慎剛在橫濱水手开始足球生涯。2017年转会至北海道札幌岡薩多。

## 日本國家足球隊
兵藤慎剛参加了2005年世界青年錦標賽。

## 外部連結
- （日語）J.League Data Site （页面存档备份，存于）